# سیاوش‌بیک گرجی

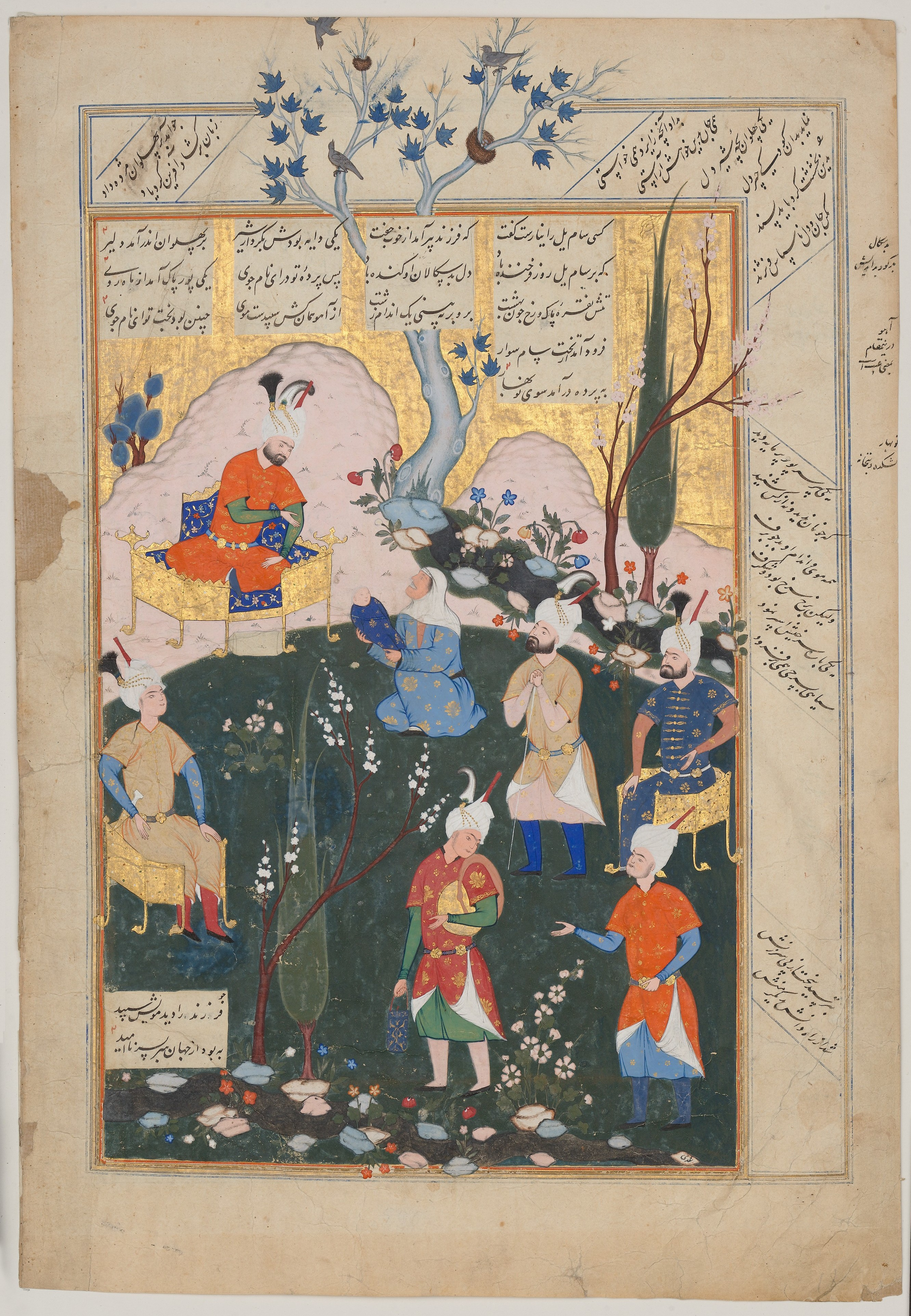
تابلوی «به‌دنیا آمدن زال» اثری از سیاوش‌بیک گرجی - ۱۵۷۶ میلادی

سیاوش‌بیک گرجی از نقاشان گرجی ایران در عصر شاه تهماسب یکم و شاه اسماعیل دوم بود که در تهیه شاهنامه طهماسبی هم نقش داشته است. وی شاگرد شاه تهماسب یکم بود. در دوران پادشاهی شاه اسماعیل دوم، کتابخانه پادشاهی مرکز تجمع بزرگان نامدار ادب و هنر بود. این پادشاه کتابخانه سلطنتی را که در زمان شاه تهماسب تعطیل شده بود دوباره بازگشایی کرد و بسیاری از هنرمندان بلندآوازه که پراکنده شده بودند، از جمله سیاوش‌بیک گرجی را در آنجا گرد آورد. اسکندربیک ترکمان در کتاب عالم آرای عباسی درباره او می‌نویسد: «بسیار نازک قلم و دقیقه کار و مصور بی قرینه بود. سیاه قلم و کوه پردازی او را هیچ استادی به دست نمی‌گرفت. مجلس سازی او بی عیب بود.»